# Sisenando Marcos de Castro e Silva
Sisenando Marcos de Castro e Silva (Cascavel, 1854 — Itapipoca, 11 de janeiro de 1899) foi sacerdote católico e político brasileiro.
Era filho do major José Marcos de Castro e Silva, que foi deputado provincial em 1848, e de Teresa Maria de Saboia Castro. Eram seus irmãos: Raimundo Teodorico de Castro e Silva, Aderbal Tito de Castro e Silva e José Marcos de Castro e Silva Filho, os quais também tiveram papel na política do Ceará.
Destinado à vida religiosa, em 1872, entrou para o Seminário de Fortaleza, recebendo o presbiterato em 30 de novembro de 1879. Foi pároco de Morada Nova e de sua cidade natal, de 1883 até 1893. Foi também deputado provincial por seu distrito, de 1882 a 1887. Durante o seu primeiro mandato, ocorreu a elevação de Cascavel à categoria de município, em 2 de novembro de 1883. O vigário, no entanto, se opôs a tal mudança, fazendo jus ao pedido de 62 eleitores do município contra tal projeto, por julgá-lo inoportuno e prejudicial.